# Cappella di Santa Maria (Caslano)
La cappella di Santa Maria alla Magliasina di Caslano è un edificio religioso risalente al 1442, posizionato di fronte alla chiesa di Santa Maria del Rosario.